# 136 av. J.-C.
Cette page concerne l'année 136 av. J.-C. du calendrier julien proleptique.

## Événements
- 27 août 137 av. J.-C. (1er janvier 617 du calendrier romain) : début à Rome du consulat de Lucius Furius Philus et Sextus Atilius Serranus[1].
- Guerres celtibères en Hispanie : 
  - Le proconsul Aemilius Lepidus, à court de ravitaillement, doit lever le siège de Pallantia[2]. Le Sénat le dépouille de son commandement (imperium) pour avoir fait la guerre contre les Vaccéens sans son consentement et il retourne à Rome comme un particulier, condamné à payer une amende[3].
  - Le consul Lucius Furius Philus est envoyé en Hispanie remettre Hostilius Mancinus aux Numantins, qui refusent[3].